# Batalha de Coyotepe

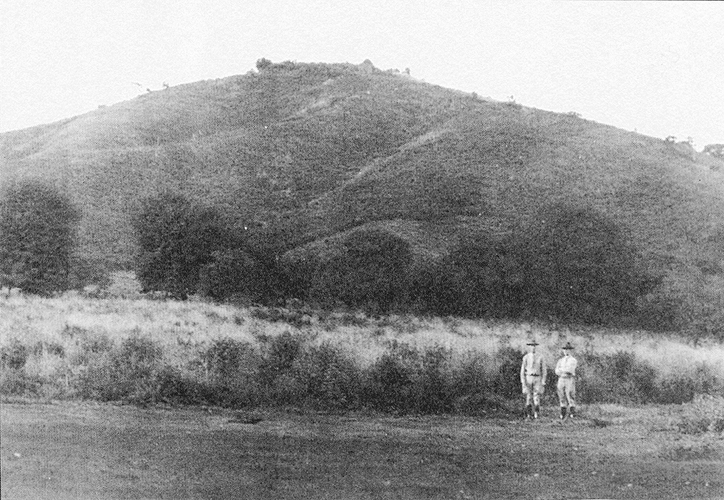
Dois fuzileiros navais com Coyotepe Hill ao fundo em outubro de 1912.

A Batalha de Coyotepe Hill foi um compromisso significativo durante a ocupação da Nicarágua pelos Estados Unidos de agosto a novembro de 1912 durante a insurreição encenada pelo Ministro da Guerra General Luis Mena contra o governo do presidente Adolfo Díaz.
Coyotepe é uma antiga fortaleza localizada em uma colina de 500 pés com vista para a linha ferroviária estratégica perto de Masaya, aproximadamente a meio caminho entre Manágua e Granada, Nicarágua.

## Batalha
Em 2 e 4 de outubro de 1912, uma força rebelde nicaraguense liderada pelo General Benjamín Zeledón ocupando Coyotepe e outra colina, o forte de Barranca, com vista para a linha ferroviária estratégica, recusou-se a se render às tropas do governo sob o presidente Adolfo Díaz.:152 O batalhão de fuzileiros navais do major Smedley Butler, com quem os rebeldes de Zeledón haviam escaramuçado em 19 de setembro, retornou de sua captura de Granada, Nicarágua, em 3 de outubro e bombardeou o reduto rebelde em Coyotepe.
Durante a madrugada de 4 de outubro, o batalhão de Butler, em conjunto com dois batalhões de fuzileiros navais e um do USS Califórnia, liderados pelo coronel da Marinha Joseph H. Pendleton, convergiram de diferentes posições para invadir a colina e capturá-la. Zeledón foi morto durante a batalha, provavelmente por seus próprios homens.:153

## Consequências

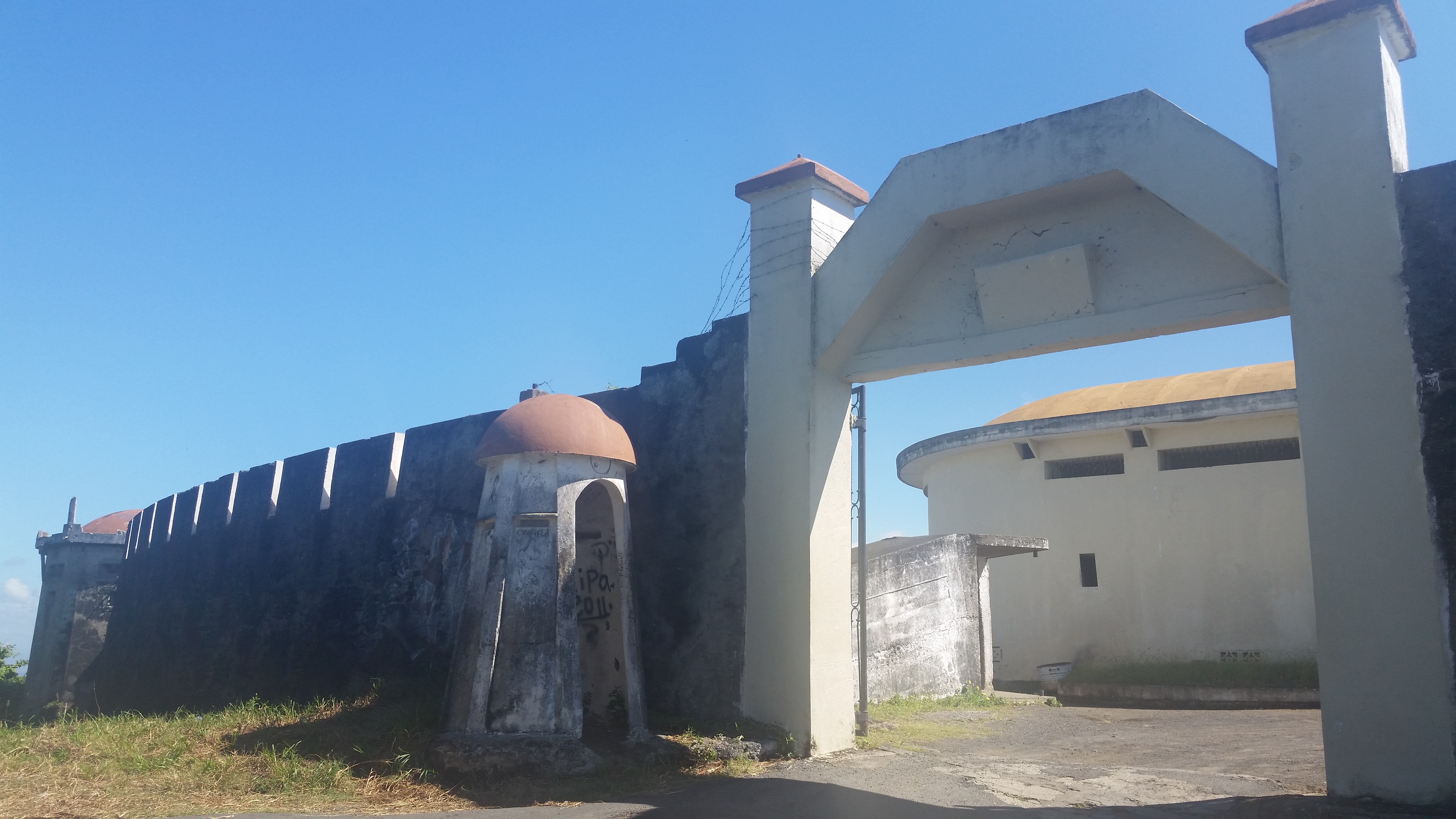
Entrada da Fortaleza de Coyotepe

Com a captura de León, Nicarágua, dois dias depois por fuzileiros navais dos EUA e a recaptura de Masaya por tropas do governo nicaraguense, a revolução nicaraguense de 1912 estava essencialmente encerrada. Durante a ditadura de Somoza, a fortaleza foi usada como prisão. Ocasionalmente, os dissidentes presos ali eram retirados da fortaleza em um helicóptero e jogados em um vulcão próximo.